# Tenea

Mapa de l'istme de Corint on s'aprecia la ubicació de Tenea

Tenea (grec: Τενέα) és una antiga ciutat del nord-est del Peloponés, Grècia. A meitat dels 1990 la localitat recuperava el seu antic nom, Tenea. La seu del municipi és a Khiliomodi.
L'antiga Tenea era aproximadament a 15 km al sud-est de Corint i a 20 km al nord-est de Micenes, poc després de la Guerra de Troia. La tradició deia que els seus primers habitants eren presoners de guerra als quals Agamèmnon els permeté construir la seva ciutat. Per açò el nom de Tenea recorda el de Ténedos, la seua ciutat d'origen i s'hi venera especialment Apol·lo. Una altra tradició mítica remarcava que era el lloc on Pòlibos crià Èdip. Uns colons de Corint i Tenea, al 734 ae o 733 ae, sota la direcció d'Arquies, fundaren la colònia de Siracusa a Sicília.
El romà Luci Mummi Acàic destruí Corint, però Tenea hi subsistí, suposadament perquè ajudà els romans contra els corintis i la Lliga Aquea.

## Arqueologia
Les troballes arqueològiques més antigues de la zona provenen de la cova de Klenia, on s'ha trobat material que indica que estigué habitada entre el Neolític i l'època otomana.
Al turó Vunos, situat entre Khiliomodi i Klenia, s'han trobat restes arquitectòniques i ceràmica pertanyents a un assentament d'època prehistòrica i del període comprés entre els s. VII i IV ae, que devia estar fortificat. Les troballes mostren que el lloc va florir durant els períodes arcaic i clàssic. Hi destaquen alguns curos, un d'ells conservat a la Gliptoteca de Múnic i altres dos, des del 2011, al Museu Arqueològic de l'Antiga Corint.
D'altra banda, prop de Khiliomodi, sota la direcció d'Elena Korka, s'ha excavat un jaciment arqueològic que conté dues àrees: una en correspon a una necròpoli dels períodes hel·lenístic i romà, on hi ha edificis com un monument funerari d'època romana de dos pisos. Als enterraments s'han trobat esquelets amb aixovar funerari compost per ceràmica, joies, monedes i altres objectes.
La segona àrea comprén les restes dels edificis residencials de l'antiga Tenea, que inclouen el període hel·lenístic primerenc i l'època romana tardana, amb multitud de troballes de terrissa i monedes que mostren un altre període de prosperitat durant l'època de Septimi Sever. Sembla que l'antiga ciutat fou envaïda per Alaric I i que la degueren abandonar a la fi del s. VI.

## Vegeu també

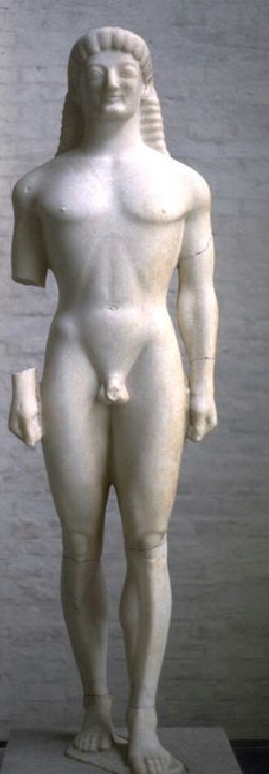
Curos de Tenea a la Gliptoteca de Múnic
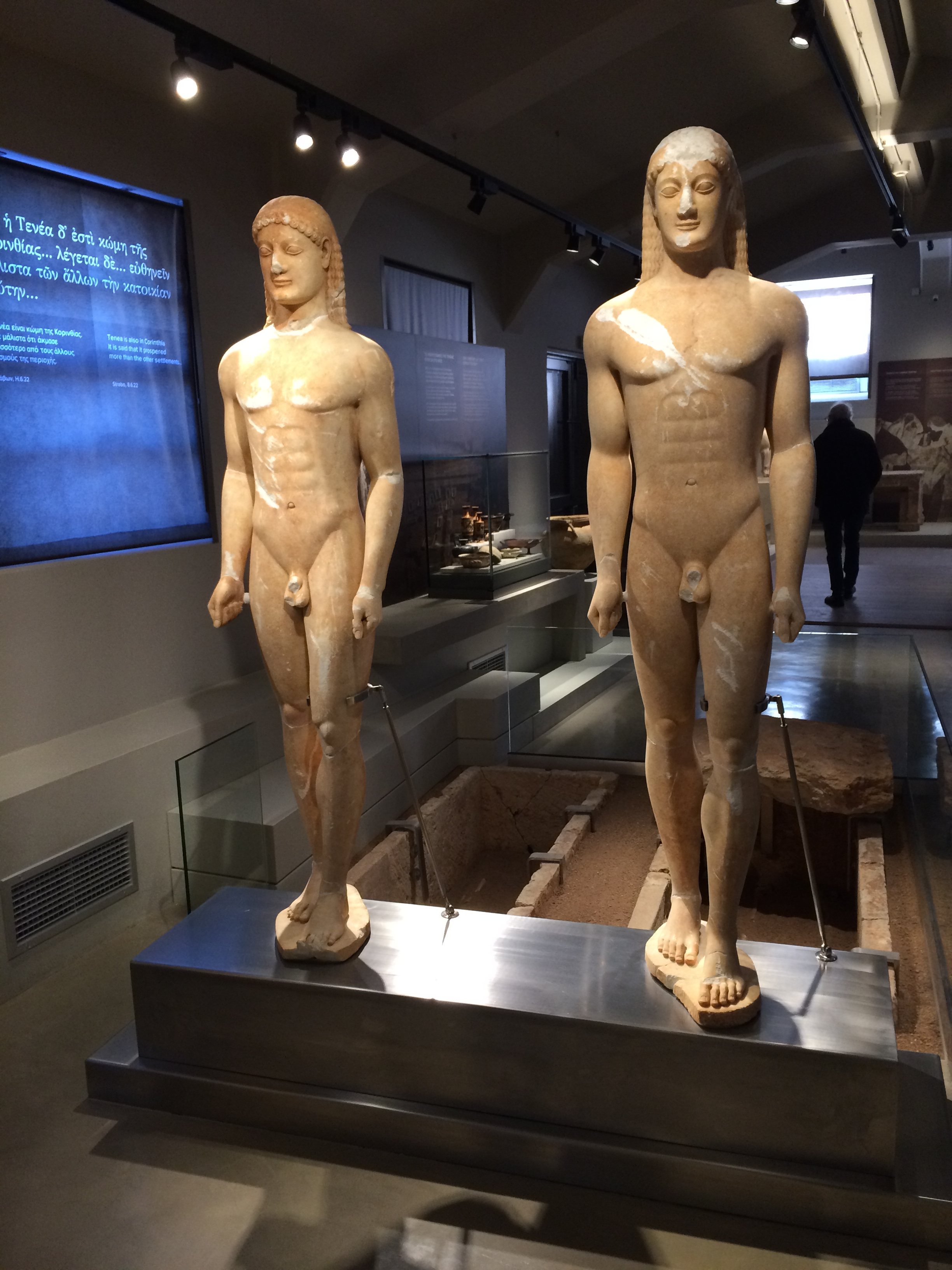
Els dos curos de Tenea al Museu Arqueològic de l'Antiga Corint